# Renato Russo (piloto)
Renato Russo (São Paulo, 19 de junho de 1967) é um automobilista brasileiro que já disputou Stock Car Brasil e Stock Car Light.
Sofreu um acidente no Circuito de Interlagos em 2007, após bater no carro de Rafael Sperafico, que resultou na morte deste. Renato Russo teve traumatismo craniano mas passou bem. 
Foi instrutor de kart do piloto Rubens Barrichello.